# Domesticering

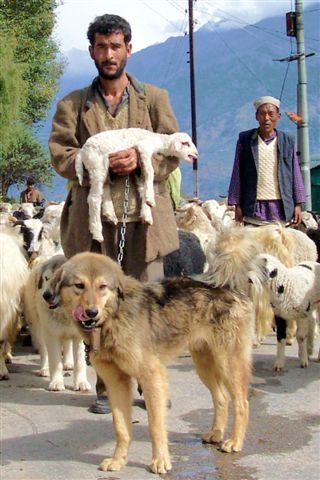
Hunden och fåret var bland de först domesticerade arterna.

Domesticering är människans förädling av från början vilda arter genom avel.
Genom mänsklig påverkan har ett antal djur- eller växtarter förändrats från vild form till av människan mer eller mindre beroende underarter. Exempel på detta är hundar, nötboskap, hästar, grisar, vete, ris med flera från början vilda arter. Hos en fullständigt domesticerad art styrs urvalet helt av människan, och växten eller djuret har anpassats till människans behov.
Domesticering av djur ska skiljas från tämjning, som innebär att en individ anpassas till att följa en mänsklig social hierarki. Tamkatter är domesticerade men svårare att tämja än hundar och hovdjur.
Hunden blev det första djuret som människor domesticerade. Hundens förfader är vargen som antas ha följt efter människor och ätit det människor slängde, människor i sin tur märkte att vargarna kunde varna om fara hotade, till exempel björnar eller annat farligt i närheten. Efter hunden domesticerades geten, fåret och sedan grisen.

## Domesticering av djur

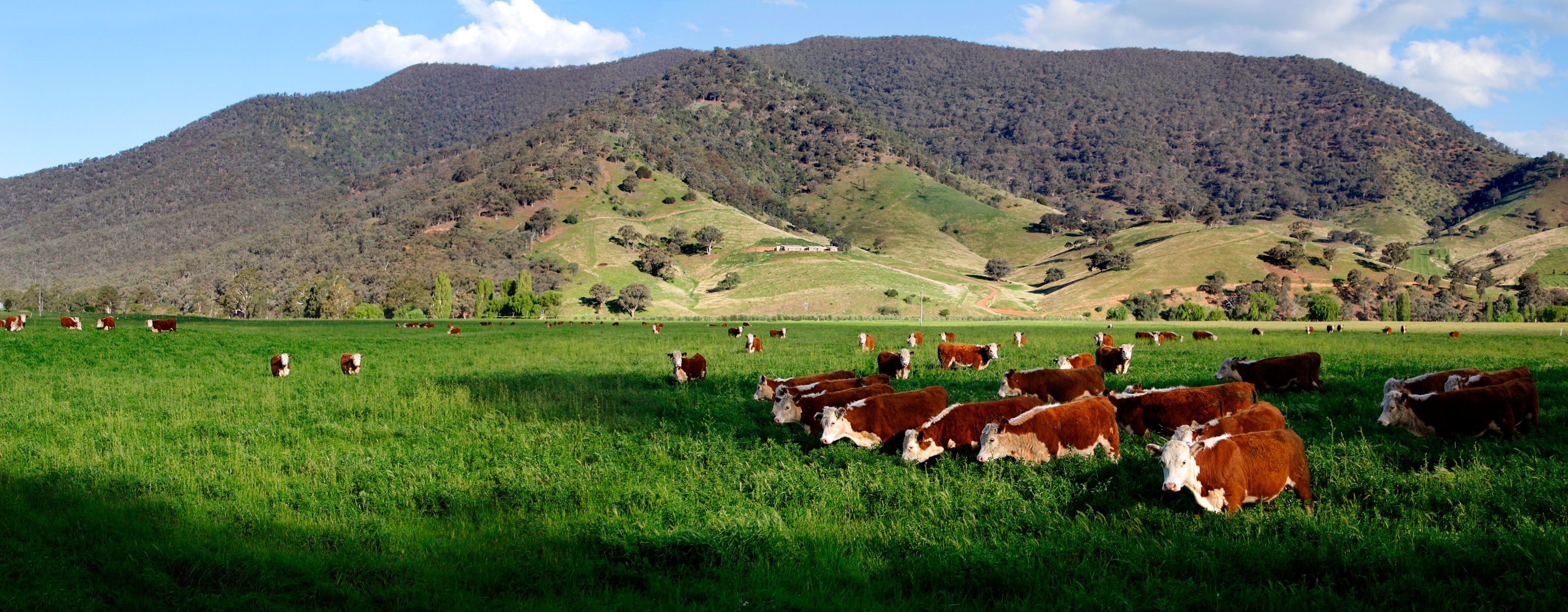
Herefordboskap, domesticerade för köttproduktion.

Enligt evolutionsbiologen Jared Diamond måste en djurart uppfylla sex kriterier för att kunna domesticeras.
1. Flexibel diet – Djur som kan äta av många olika födokällor kan leva på mat som finns längre ned i näringspyramiden och är billigare att föda upp. Framförallt om de äter sådant som människan inte utnyttjar alls, till exempel gräs. Köttätare äter av naturen endast kött, och förbrukar därmed andra djur, dock kan de kanske äta kött från källor som människan inte utnyttjar, till exempel slakterirester och skadedjur.
2. Rimligt snabb generationstid – Djur som relativt till den mänskliga livstiden snabbt uppnår fertil ålder möjliggör synliga framsteg på avel och kräver inte så lång tid med vilda djur. Detta har hindrat domesticeringen av elefanter.
3. Förmåga att kunna avlas selektivt i fångenskap – Djur som är motvilliga att para sig i fångenskap ger ingen användbar avkomma, utan vilda djur måste hela tiden fångas.
4. Vänligt humör – Stora djur som är aggressiva mot människor är farliga att hålla i fångenskap. Detta har bland annat hindrat domesticeringen av björnar.
5. Temperament som normalt inte innehåller panik – Ett nervöst djur är svårt att hålla i fångenskap eftersom det kommer att försöka fly närhelst det blir skrämt. Gaseller är ett exempel på detta, men även får har en stark tendens att gripas av panik när något närmar sig. Däremot har får en tendens att inte lämna flocken, vilket gör dem lätta att valla med hundar eller människor.
6. Social hierarki som kan modifieras – Sociala djur som följer en hierarki kan uppfostras att betrakta människor som flockledare.

## Grad av domesticering
På grund av elefanters långsamma generationsväxlingar blir gränsen mellan den vilda populationen och den tama vag. Liknande problem uppstår när tamkatter förvildas. Ett system för att klassificera domesticeringsgraden ser ut enligt följande:
- Vild: Dessa populationer lever hela livet utan mänsklig påverkan.
- Uppfödd i fångenskap (i djurparker eller botaniska trädgårdar): Dessa populationer får sin näring genom mänsklig försorg, men går inte att skilja från den vilda populationen i fråga om utseende eller beteende.
- Uppfödd kommersiellt: Dessa populationer hålls i stora populationer för att utgöra varor, mat eller husdjur men är inte särskilt förändrade i sitt beteende eller utseende. Exempel på detta är elefanter, strutsar, hjortar, alligatorer och pärlmusslor. Denna grupp kallas ibland delvis domesticerad.
- Domesticerad: Dessa populationer har fötts upp med mänsklig kontroll i många generationer och är avsevärt förändrade i beteende eller utseende. Exempel ur denna grupp är kanariefåglar, undulater, hundar, katter, får, boskap, höns och marsvin

Den klassificering som beskrivs ovan tar inte hänsyn till ett antal komplicerande faktorer: genetiskt modifierade organismer, vilda populationer och hybrider. Många arter som traditionellt används inom jordbruket utsätts nu för genetisk modifiering. Dessa arter bildar en ny kategori eftersom egenskaperna förändras, men inte på samma sätt som traditionell domesticering. Förvildade organismer har tidigare varit kontrollerade av människan, men lever nu vilt. Exempel på detta är mustanger. Hybrider kan vara vilda, domesticerade eller både och: en liger är avkomman av en lejonhane och en tigerhona; två vilda djur, en mula är avkomman av en häst och en åsna; två domesticerade djur, och en beefalo är avkomman av ett nötkreatur och en bisonoxe; en domesticerad och en vild art.
Det finns en betydande skillnad mellan begreppen tam och domesticerad. Domesticerad avser en hel art eller ras, medan tam kan vara en enskild individ. Människan har tämjt tusentals djur som aldrig blivit domesticerade. Till dessa kan elefanter, giraffer och björnar räknas. Likaså finns det exempel på djurarter som är domesticerade, men ändå i egentlig mening inte tama, som honungsbiet.

## Ungefärliga tider och platser för domesticering av olika djurarter
| Art                                  | Tidpunkt                      | Plats                                         |
| ------------------------------------ | ----------------------------- | --------------------------------------------- |
| Hund (Canis lupus familiaris)        | 15 000 f.Kr.                  | Östasien                                      |
| Får (Ovis orientalis aries)          | mellan 9 000 och 11 000 f.Kr. | Sydvästasien                                  |
| Get (Capra aegagrus hircus)          | 10 000 f.Kr.                  | Iran                                          |
| Gris (Sus scrofa domestica)          | 9000 f.Kr.                    | Främre Orienten, Kina                         |
| Ko (Bos primigenius taurus)          | 8000 f.Kr.                    | Indien, Mellanöstern, och Subsahariska Afrika |
| Katt (Felis catus)                   | 7500 f.Kr.                    | Främre Orienten                               |
| Tamhöns (Gallus gallus domesticus)   | 6000 f.Kr.                    | Indien och Sydostasien                        |
| Marsvin (Cavia porcellus)            | 5000 f.Kr.                    | Peru                                          |
| Åsna (Equus africanus asinus)        | 5000 f.Kr.                    | Egypten                                       |
| Anka (Anas platyrhynchos domesticus) | 4000 f.Kr.                    | Kina                                          |
| Vattenbuffel (Bubalus bubalis)       | 4000 f.Kr.                    | Indien, Kina                                  |
| Häst (Equus ferus caballus)          | 4000 f.Kr.                    | Eurasiska stäppen                             |
| Dromedar (Camelus dromedarius)       | 4000 f.Kr.                    | Arabiska halvön                               |
| Honungsbi (Apis mellifera)           | 4000 f.Kr.                    | Mellanöstern                                  |
| Lama (Lama glama)                    | 3500 f.Kr.                    | Peru                                          |
| Silkesfjäril (Bombyx mori)           | 3000 f.Kr.                    | Kina                                          |
| Ren (Rangifer tarandus)              | 3000 f.Kr.                    | Ryssland                                      |
| Tamduva (Columba livia)              | 3000 f.Kr.                    | Medelhavsområdet                              |
| Tamgås (Anser anser domesticus)      | 3000 f.Kr.                    | Egypten                                       |
| Baktrisk kamel (Camelus bactrianus)  | 2500 f.Kr.                    | Centralasien                                  |
| Jak (Bos grunniens)                  | 2500 f.Kr.                    | Tibet                                         |
| Banteng (Bos javanicus)              | Okänt                         | Sydostasien, Java                             |
| Gayal (Bos gaurus frontalis)         | Okänt                         | Sydostasien                                   |
| Alpacka (Vicugna pacos)              | 1500 f.Kr.                    | Peru                                          |
| Tamiller (Mustela putorius furo)     | 1500 f.Kr.                    | Europa                                        |
| Myskand (Cairina momelanotus)        | Okänt                         | Sydamerika                                    |
| Pärlhöns                             | Okänt                         | Afrika                                        |
| Karp                                 | Okänt                         | Östasien                                      |
| Tamkalkon                            | 500 f.Kr.                     | Mexiko                                        |
| Guldfisk                             | Okänt                         | Kina                                          |
| Europeisk kanin                      | 1600                          | Europa                                        |